# Marine Feldjagdstaffel Nr. V

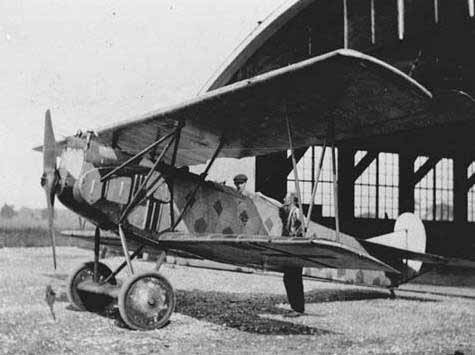
Fokker D.VII jeden z typów samolotów, na których latali piloci MFJ V

Marine Feldjagdstaffel Nr. V – (MFJ V) – wyspecjalizowana niemiecka jednostka lotnictwa morskiego Luftstreitkräfte z okresu I wojny światowej.
Eskadra została utworzona 1 września 1918 roku, razem z Marine Feldjagdstaffel Nr. IV w z personelu Seefrontstaffel pod dowództwem porucznika marynarki Paul Achilles.
Kiedy 2 września 1918 roku został utworzony Marine Jagdgeschwader dowództwo nad nim powierzono ówczesnemu dowódcy eskadry morskiej MFJ I porucznikowi Gotthardowi Sachsenberg, a V eskadra morska weszła w jego skład.
Eskadra morska używała między innymi samolotów Albatros D.V oraz Fokker D.VII.
MFJ V w całym okresie wojny odniosła ponad 15 zwycięstw. Jej straty wynosiły co najmniej 1 zabity, jeden w niewoli i 1 ranny.
Łącznie przez jej personel przeszło 3 asów myśliwskich: Paul Achilles (6), Karl Engelfried (4), Christian Kairies (1).

## Dowódcy dywizjonu
| Stopień   | Nazwisko      | Okres                   |
| --------- | ------------- | ----------------------- |
| Porucznik | Paul Achilles | 01.09.1918 – 11.11.1918 |